# ديف سميث (ملحن)
ديف سميث (بالإنجليزية: Dave Smith)‏ هو ملحن بريطاني، ولد في 19 أغسطس 1949 في سالزبوري في المملكة المتحدة.

## وصلات خارجية
- ديف سميث على موقع ميوزك برينز (الإنجليزية)
- ديف سميث على موقع ديسكوغز (الإنجليزية)